# THE EMI BOX
『THE EMI BOX』（ジ・イーエムアイ・ボックス）は、吉川晃司のボックス・セット。
2006年12月13日 に東芝EMI／EASTWORLDよりリリース。

## 概要
東芝EMIから発売されたオリジナル・アルバム5作品を収録したボックス・セット。
各アルバムの解説を収載したブックレット、ミュージック・ビデオを収録したDVDが同梱されている。

## 収録曲
各アルバムの収録曲および曲順は各リンク先を参照
DISC1：『LUNATIC LION』
DISC2：『Shyness Overdrive』
DISC3：『Cloudy Heart』
DISC4：『FOREVER ROAD』
DISC5：『BEAT∞SPEED』

### 特典DVD
1. Virgin Moon
2. せつなさを殺せない
3. Brain SUGAR
4. ジェラシーを微笑みにかえて
5. KISSに撃たれて眠りたい
6. VENUS ～迷い子の未来
7. Rambling Rose
8. アクセル
9. SPEED
10. BOY'S LIFE（ON AIR VERSION） - ボーナス・トラックとして収録。